# Mars atmosfär

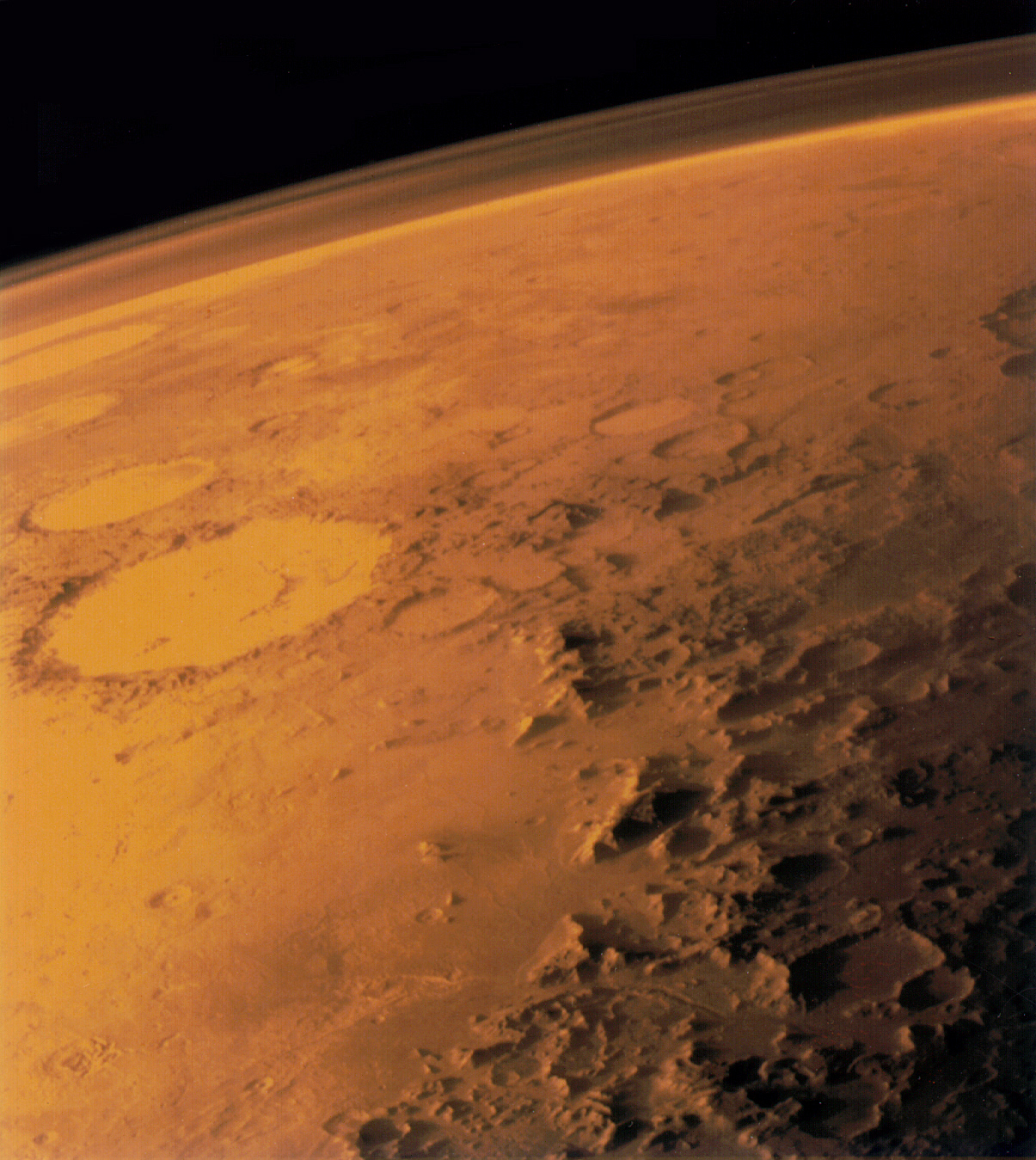
Mars tunna atmosfär syns som en ljus rand i denna bild som är tagen från en låg omloppsbana.

Mars atmosfär är förhållandevis tunn och består huvudsakligen av koldioxid (95,32 procent), med mindre delar kväve och argon. Det är intressant att studera dess sammansättning, eftersom upptäckt av spår av vissa ämnen, exempelvis metan, skulle kunna indikera att det funnits liv på Mars.
Atmosfärstrycket är cirka 6,35 hektopascal, motsvarande mindre än 1 procent av jordens lufttryck. Trycket är dock mycket varierande, beroende på stora höjdskillnader samt på grund av att mängder av koldioxid på vintern kondenseras och då bildar omfattande polarkalotter.
Forskare tror att atmosfären var mycket tjockare för tre miljarder år sedan. En tjockare atmosfär skulle göra att planeten blev varmare. Mars var vid den tiden antagligen så varm att det fanns flytande vatten där. Rymdsonder har lokaliserat många spår av vatten på Mars.
För tre miljarder år sedan var Mars en aktiv planet med vulkanutbrott och marsbävningar. 
2015 presenterade NASA bevis för att det är solvinden i kombination med att Mars inte har något skyddande magnetfält som får planetens atmosfär att försvinna.

## Sammansättning
Värdena varierar i litteraturen. Detta kan förklaras av att mätningarna många gånger är endast stickprov på varierande platser på Mars, dels kan vara gjorda vid olika årstider på Mars.
| Koldioxid   | 95,32 %   |
| Kväve       | 2,7 %     |
| Argon       | 1,6 %     |
| Syre        | 1,3 ‰     |
| Kolmonoxid  | 0,7 ‰     |
| Vattenånga  | 0,3 ‰     |
| Kväveoxid   | 0,13 ‰    |
| Neon        | 2,5·10-6  |
| Krypton     | 300·10-9  |
| Formaldehyd | 130·10-9  |
| Xenon       | 80·10-9   |
| Ozon        | 30·10-9   |
| Metan       | 10,5·10-9 |